# Bad ma ra khahad bord
Bad ma ra khahad bord (no Brasil: O Vento nos Levará; O Vento levar - nos-á em Portugal) é um filme iraniano de 1999 de gênero drama de roteiro e direção de Abbas Kiarostami.
Munido de câmera fotográfica e telefone celular, um estrangeiro no Irã profundo é tratado pelos moradores da vila de casas de barro Siah Dareh, no Curdistão iraniano, como o "engenheiro". No entanto, ele não chegou de Teerã a serviço da engenharia, mas da espera. O real motivo da viagem é uma anciã à beira da morte.
Pode-se ver no filme sequências que lembram filmes de Ingmar Bergman, Charles Chaplin, Federico Fellini, Satyajit Ray, D.W. Griffith, Jean-Luc Godard, François Truffaut e outros filmes do próprio Kiarostami.

## Sinopse
Um jornalista da televisão, vai até uma aldeia no Curdistão iraniano chamada Siah Dareh, vindo de do estrangeiro, numa estrada sinuosa e sem asfalto, onde mora a velha centenária Sra. Malek. Eles pedem hospedagem a uma moça que tem 9 filhos e está grávida. A equipe está esperando a velha senhora falecer para fazer uma cobertura sobre os velórios e as celebrações da morte no islamismo, porém guardam isso em segredo. Todos os moradores da aldeia não sabem que ele trabalha numa rede de TV e acham que ele é um engenheiro vindo de Teerã com uma caminhonete picape. Ele faz amizade com um garoto que na qual ele diz que foi ao Irã caçar tesouros e era arqueólogo, depois eles criam amizades, e o jornalista que se passa por arqueólogo começa a ajudar o menino em seus trabalhos do colégio. O jornalista no começo é mal-educado com o menino, porém o menino lhe trata muito bem, e traz pão a ele todos os dias. Ele anda pelos arredores dali e registra com sua câmera fotográfica vários momentos, porém sem autorização dos moradores. Ele registra por exemplo, um momento duma mulher árabe que discute com um velho sobre o trabalho que faz em servir chá aos seus clientes, e que depois disso não serviria mais. Sempre quando precisa fazer uma ligação para alguns de seus amigos ou seus patrões tem de subir até o cemitério da aldeia para ouvir seu chefe ou seus parceiros jornalistas de televisão. Lá ele conhece um homem misterioso que nunca mostra o rosto, e diz estar a construir um poço de telecomunicações, ele ganha dele um osso de um animal. Certa vez como  faz uma ligação no alto da aldeia, vê um homem soterrado e chama todos os vizinhos para ajudá-lo, e também para não ajudarem a velha. Chama o doutor e para disfarçar depois de ele ver o estado do homem ele vai a casa da velha, mas o jornalista pede a um médico para voltar a o cemitério com a sua moto para pegar seu carro, ele faz amizade com o médico que lhe manda parar de fumar para evitar doenças dificeis de tratar como o câncer. A velha morre eles gravam, fotografam e no outro dia vão embora. O jornalista fica com peso na consciência por ter deixado a senhora morrer, e atira num lago o osso que tinha ganhado do misterioso homem.

## Elenco
- Behzad Dorani  - Engenheiro
- Noghre Asadi  -
- Roushan Karam Elmi  -
- Bahman Ghobadi  -
- Shahpour Ghobadi  -
- Reihan Heidari  -
- Masood Mansouri  -
- Ali Reza Naderi  -
- Frangis Rahsepar  -
- Masoameh Salimi  -
- Farzad Sohrabi  -
- Lida Soltani  -

## Prêmios
- Festival de Veneza
- Prêmio FIPRESCI